# جائزة بلجيكا الكبرى 2005
جائزة بلجيكا الكبرى 2005 (بالإنجليزية: 2005 Belgian Grand Prix)‏ هو سباق فورمولا 1 أقيم بتاريخ 11 سبتمبر 2005 في حلبة دي سبا فرانكورشومب. كان السادس عشر من أصل 19 في بطولة العالم لسباقات الفورمولا واحد موسم 2005. حلّ الفنلندي كيمي رايكونن أولا بينما جاء الإسباني فرناندو ألونسو في المركز الثاني وحصل على المركز الثالث البريطاني جنسن باتون.